# Tromsø kommun
Tromsø kommun (norska: Tromsø kommune, nordsamiska: Romssa suohkan) eller Tromsö kommun på svenska, är en kommun i Troms fylke i norra Norge. Kommunen omfattar Tromsøya, Kvaløya, södra delen av de två stora öarna Ringvassøya och Rebbenesøya, samt många av de små öarna utanför.
Kommunen gränsar till Karlsøy kommun i nordväst. På fastlandet omfattar kommunen nordöstra delen av halvön Malangen, det mest av halvön mellan Balsfjorden och Ullsfjorden, samt Lyngsalpan på sydöstra sidan av Ullsfjorden. Kommunen gränsar här till Senja kommun i sydväst, Balsfjords kommun i söder, Lyngens kommun i öster och Storfjords kommun i sydost.
Centralort i kommunen är staden Tromsø, med stadsdelarna Tromsø, Kvaløysletta och, på fastlandet, Tromsdalen. Tromsø hör till Troms polisområde, Nord-Troms tingsrätt och Hålogaland hovrätt. Kommunen är med i Tromsø-områdets regionråd tillsammans med Balsfjords och Karlsøy kommuner.
Tromsø har en rad offentliga förvaltningsorgan, bland annat Fylkesmannen och kommunen. Staden har också stort utbud i utbildning, forskning med mera, och är ett kulturellt och kommersiellt centrum för Nord-Norge. Man har universitet och universitetssjukhus. 

## Historia
Man kan se att det har bott folk i området från 1200-talet. År 1794 blev Tromsø stad. År 1807 bodde det knappt 100 personer i Tromsø. År 1830 hade antalet invånare växt till 1200. På mitten av 1800-talet började båttrafiken komma igång, både lokalt men också trafik till staden Trondheim. Så började Hurtigruten att gå efter kusten och landsdelen fick bättre kontakt med resten av landet.  Tromsø blev stadskommun 1837, då med 1 400 invånare. 
Kommunen har genomlevt flera gränsjusteringar. 
- 1861 överfördes ett område med 110 invånare från Tromsøysunds kommun.
- 1873 överfördes ett obebott område från Tromsøysunds kommun.
- 1915 överfördes ett område med 512 invånare från Tromsøysunds kommun.
- 1955 överfördes ett område med 1 583 invånare från Tromsøysunds kommun.
- 1964 slogs kommunen samman med Tromsøysunds kommun, större delen av Ullsfjords kommun och halva Hillesøy kommun.[12]
- 2008 övertog Karlsøy kommun södra delen av Reinøya, nordväst om Tromsø.[11]

## Natur
Berggrunden består huvudsakligen av kambrosiluriska sedimenter i kommunens fastlandsdel; på öarna dominerar prekambriska bergarter, som gnejs och granit. Bergarterna blev kraftigt omformade under den kaledonska orogenesen för ca 300 miljoner år sedan, och de sedimentära bergarterna består därför huvudsakligen av glimmerskiffer. I de inre delarna finns magmatiska bergarter från den kaledoniska tiden. Dessa bergarter är mycket hårda, och utgör därför de högsta fjällen i kommunen, bl.a. Jiehkkevárri, (1834 m ö.h.) i Lyngsalperna på gränsen till Lyngens kommun i öster, som är Troms fylkes högsta berg. Det finns flera malmförekomster i kommunen; på Kvaløya flera fynd av kopparhaltig svavelkis, och dessutom ett fynd av molybden, på fastlandet flera fynd av järnmalm. I kommunen finns en rad fiskrika sjöar, och Tromsøområdet är också rikt på sjöfågel; bl.a. lunnefågel, skarv, havsörn och fiskgjuse är utbredda i kommunen.
På Ryøya utanför Tromsø, mellan Malangshalvøya och Kvaløya, strövar cirka 20 myskoxar omkring fritt. De är disponerade och förvaltade av Institutet för Arktisk biologi vid universitetet i Tromsø.

## Näringsliv
I gamla dagar var det i stort sett jordbruk, fiske och fångst. I dag är det helt andra typer av jobb som har ökat kraftigt i Tromsø. 75 procent av kommunens yrkesaktiva är anställda i offentlig och privat serviceverksamhet eller affärsverksamhet. Detta beror först och främst på Tromsøs roll som centrum för handel, undervisning och administration. Stora arbetsgivare är universitetet och sjukhuset, men också kommunen och fylkeskommunen. Andra viktiga sysselsättningsområden är näringsmedelsindustrin, verkstadsindustrin, grafisk industri och yrken som har att göra med kommunikationer.

## Transport
Utanför Tromsø ligger Tromsø flygplats (TOS), Nord-Norges största flygplats med inrikesflyg till bland annat Oslo, Trondheim och Longyearbyen samt charterflyg till bland annat Spanien och Bulgarien och utrikesflyg till bland annat Archangelsk och Murmansk i Ryssland, Riga i Lettland samt under säsong Stockholm-Arlanda i Sverige.
Till flygplatsen kan man ta sig enkelt med bil, buss eller taxi.
Inne i Tromsø går det stadsbussar till de flesta områden i eller kring staden och regionbussar finns till de flesta angränsande orter samt långfärdsbussar.
Även Hurtigruten anlöper Tromsø hamn på dess väg till Bergen eller Kirkenes. Både södergående och nordgående anlöper Tromsø varje dag. Det går också snabbare båtar mellan de största platserna i fylket. 
70 kilometer utanför Tromsø går Europaväg 6 förbi. Därifrån är det Europaväg 8 som går vidare mot Tromsø.

## Befolkningsutveckling
Bosättningen är i stort sett koncentrerad runt staden Tromsø, med tätorterna Tromsø, på själva Tromsøya, Tromsdalen och Kvaløysletta. Här bor runt 90% av kommunens invånare 2018. Kvaløysletta ligger på Kvaløya, nära Sandnessundbrua, som går över till flygplatsen och Tromsøya. På resten av Kvaløya, som är Norges femte största ö, ligger ytterligare 2 tätorter, Kjosen och Ersfjordbotn. Tromsdalen ligger på fastlandet. Härifrån går både tunnel och bro över till Tromsøya. Tromsdalen har sammanhängande tätortsbebyggelse från Kaldsletta i söder, till Kroken i norr.
| Befolkningsutvecklingen i Tromsø kommun 1986–2015 | Befolkningsutvecklingen i Tromsø kommun 1986–2015 | Befolkningsutvecklingen i Tromsø kommun 1986–2015 | Befolkningsutvecklingen i Tromsø kommun 1986–2015 | Befolkningsutvecklingen i Tromsø kommun 1986–2015 |
| ------------------------------------------------- | ------------------------------------------------- | ------------------------------------------------- | ------------------------------------------------- | ------------------------------------------------- |
|                                                   |                                                   |                                                   |                                                   |                                                   |
| År                                                |                                                   |                                                   | Folkmängd                                         |                                                   |
| 1986                                              | 1986                                              |                                                   | 48 091                                            |                                                   |
| 1990                                              | 1990                                              |                                                   | 50 548                                            |                                                   |
| 1995                                              | 1995                                              |                                                   | 55 676                                            |                                                   |
| 2000                                              | 2000                                              |                                                   | 59 145                                            |                                                   |
| 2005                                              | 2005                                              |                                                   | 62 558                                            |                                                   |
| 2010                                              | 2010                                              |                                                   | 67 305                                            |                                                   |
| 2015                                              | 2015                                              |                                                   | 72 681                                            |                                                   |

## Tätorter
Inom kommunen fanns den 1 januari 2017 följande tätorter. Observera att Statistisk Sentralbyrå i Norge använder en tätortsdefinition som medför att Nordnorges största stad, Tromsø, består av tre tätorter, Tromsø, Tromsdalen och Kvaløysletta. Invånarantalet för dessa tre, alltså Tromsø stad, var 1 januari 2017 64 448. 
| Nr | Tätort       | Folkmängd | Areal (km²) |
| -- | ------------ | --------- | ----------- |
| 1  | Tromsø       | 38 980    | 12,05       |
| 2  | Tromsdalen   | 16 787    | 5,15        |
| 3  | Kvaløysletta | 8 681     | 3,13        |
| 4  | Ersfjordbotn | 499       | 0,31        |
| 5  | Kjosen       | 382       | 0,19        |
| 6  | Movik        | 381       | 0,22        |
| 7  | Sommarøy     | 321       | 0,35        |
| 8  | Fagernes     | 250       | 0,24        |

Centralorten är i fet stil

### Befolkning i tätort respektive landsbygd
1 januari 2017 hade Tromsø kommun 74 541 invånare, och av dem bodde 66 281 i tätorter, 7 940 på landsbygden och för 320 personer var det okänt om de bodde i tätort eller landsbygd. Andelen bosatta i tätorter utgjorde då 88,9 %.

### Tidigare tätorter
Orten Hamna, på den norra delen av ön Tromsøya, var en egen tätort 2013 med 3 938 invånare. Den räknas sedan 2017 åter igen som en del av tätorten Tromsø. Även orten Skjelnan, på den östra sidan av Tromsøysundet, har tidigare räknats som en egen tätort, men den räknas sedan 2021 som en del av tätorten Tromsdalen.

## Socknar
Inom Norska kyrkan är Tromsø kommun indelad i nio socknar:
- Elverhøy socken
- Grønnåsens socken
- Hillesøy socken
- Krokens socken
- Kvaløy socken
- Sandnessunds socken
- Tromsø domkyrkas socken
- Tromsøysunds socken
- Ullsfjords socken

Socknarna ingår i Tromsø domprosteri i Nord-Hålogalands stift.

## Politik
Tromsø bystyre beslöt den 19 oktober 2011 att införa parlamentarism som styrmodell för kommunen. Tromsøs första byråd är ett majoritetsbyråd med sex ledamöter, där partierna Høyre, Fremskrittspartiet och Venstre ingår.
Den 30 september 2015 bestämde kommunledningen, bestående av Arbeiderpartiet, Rødt och Sosialistisk Venstreparti, att man inte skulle ha parlamentarism och att det skulle etableras ett övergångsbyråd fram till 1 juli 2016.
Bystyret har 43 medlemmar.